# Гижицкий, Александр Степанович
Алекса́ндр Степа́нович Гижи́цкий (1869 — 1938) — русский общественный, политический и сокольский деятель, член Государственной думы III и IV созывов от Подольской губернии.

## Биография

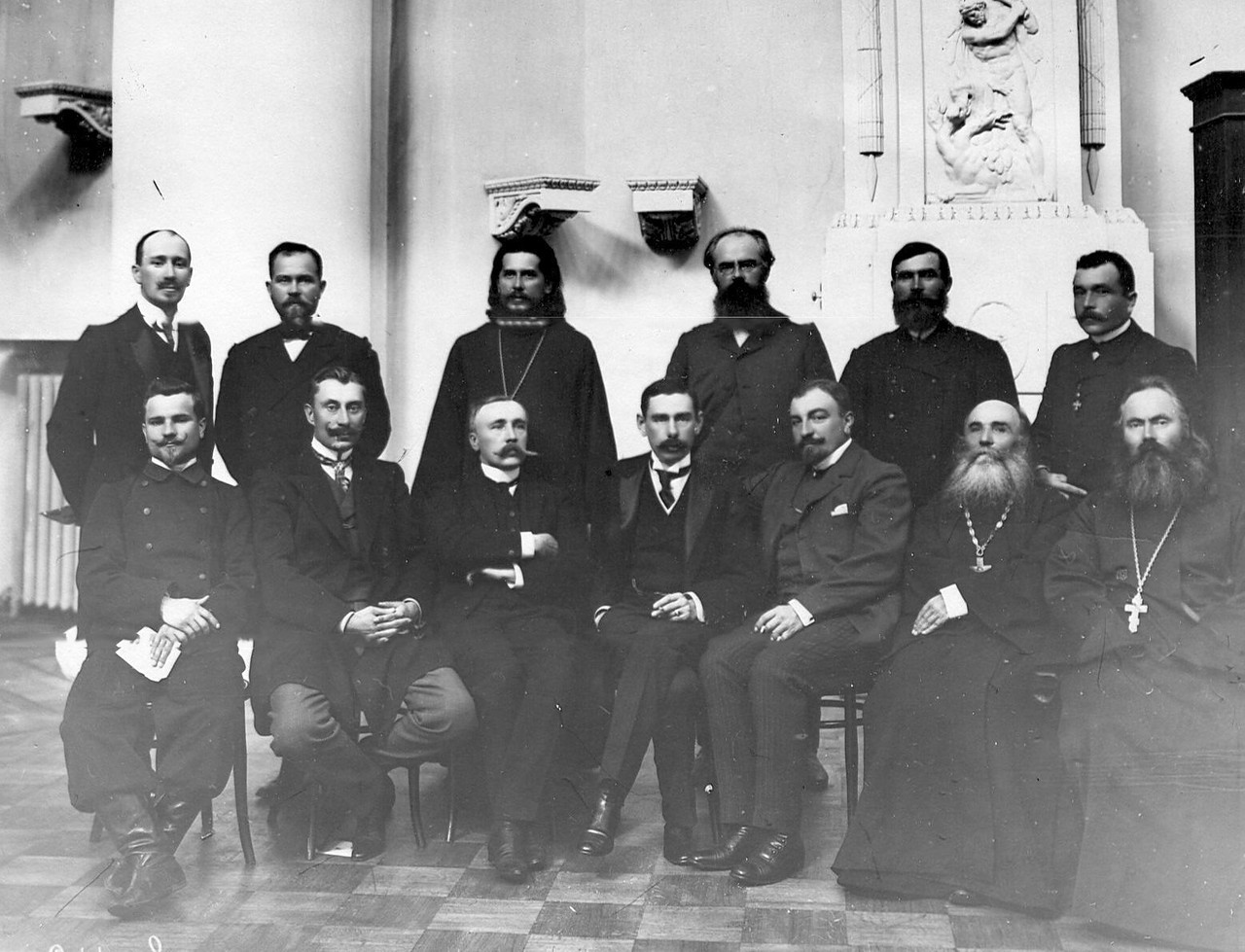
Члены III Государственной думы от Подольской губернии. А. С. Гижицкий — третий справа, сидит.

Православный. Происходил из дворянского рода Гижицких. Землевладелец Подольской и Херсонской губерний (10 500 десятин). Сын камергера и действительного статского советника Степана Александровича Гижицкого (1829—1905) и Марии Степановны Леонард (1838—1903).
В 1882—1887 годах учился в Петришуле. По окончании Александровского лицея в 1892 году по 1-му разряду, поступил младшим делопроизводителем в Государственную канцелярию, где пробыл до 1900 года. В 1896 году участвовал в коронационных торжествах императора Николая II как секретарь Экспедиции церемониальных дел.
Камер-юнкер (1894), надворный советник (1899), камергер (1908), действительный статский советник (1911).
Общественную деятельность начал в 1894 году, будучи избранным почетным мировым судьей по Ананьевскому уезду Херсонской губернии, а также гласным уездного и губернского земских собраний. В 1900 году был назначен ольгопольским уездным предводителем дворянства и почетным мировым судьей Ольгопольского судебно-мирового округа. В 1904 году избран ананьевским уездным предводителем дворянства, но уже через два года вернулся на должность уездного предводителя дворянства в Ольгопольский уезд Подольской губернии.
Был почетным попечителем Ольгопольской учительской семинарии и председателем Ольгопольского уездного попечительства детских приютов. Кроме того, состоял членом Всероссийского аэроклуба, членом Всероссийского национального клуба, действительным членом Общества сельского хозяйства Южной России (с 1895). Был владельцем конного завода, основанного в 1895 году, при деревне Николаевке Исаевской волости Ананьевского уезда.
В 1907 году был избран членом Государственной думы от Подольской губернии. Входил во фракцию умеренно-правых, с 3-й сессии — в русскую национальную фракцию. Состоял членом комиссий: по запросам, продовольственной, о неприкосновенности личности, сельскохозяйственной, бюджетной, по направлению законодательных предположений, по местному самоуправлению.
В 1908 году ходатайствовал перед Столыпиным об открытии сокольских обществ в России, был старостой Союза русского сокольства. 31 ноября 1910 был избран членом Главного совета Всесоюзного национального союза, а на 1-м съезде ВНС в феврале 1912 — товарищем казначея ВНС. Состоял членом комитета по организации экспедиции к Северному полюсу и по исследованию русских полярных территорий.
В 1912 был переизбран в Государственную думу. Входил во фракцию русских националистов и умеренно-правых (ФНУП), после её раскола в августе 1915 — в группу сторонников П. Н. Балашова. Состоял членом комиссий: об охоте, по направлению законодательных предположений, о путях сообщений, по исполнению государственной росписи доходов и расходов, по запросам, по Наказу.
В годы Первой мировой войны состоял уполномоченным Красного Креста. В 1918 году вместе с М. Л. Гижицким поддерживал гетмана Скоропадского, участвовал в Белом движении, входил в состав монархического «Союза верных».
После поражения Белых армий эмигрировал в Чехословакию, в 1921 году переехал во Францию. Участвовал в сокольском движении за рубежом: в 1920 году состоял членом инициативной группы по организации «Русского Сокола» в Праге, один из основателей и активный участник общества «Русский сокол в Ницце», состоял старостой Союза русского сокольства, в 1933 был избран его почетным членом. Также состоял председателем Лицеистского объединения на юге Франции.
Умер в 1938 году в Нейи-сюр-Сен. Похоронен на кладбище Сент-Женевьев-де-Буа.

## Семья
Был женат на баронессе Елене Ивановне Велио (13.3.1875, Санкт-Петербург — 10.5.1946, Иксель, Бельгия), дочери члена Государственного совета барона Ивана Осиповича Велио. Их дети:
- Александр (6.2.1890, с. Стратиевка Ольгопольского уезда Подольской губернии — после 1931); учился в Александровском лицее (окончил 5-й класс). В эмиграции проживал в Париже, затем — в США.
- Мария (5.3.1894, Санкт-Петербург — 1.5.1943, Одесса); муж — Владимир Леонидович Жеребко — один из директоров Одесского комитета попечительного о тюрьмах общества; жила в Одессе, по ул. Екатерининской, 31.
- Елена (7.1.1896, Санкт-Петербург — 6.1.1992, Спринг-Вэлли[англ.], Нью-Йорк); её муж, с 20 сентября 1915 года до развода в 1937 году — Сергей Александрович Голицын (3.10.1894, Ламское — 18.3.1967, Ницца).
- Ольга (26.11.1901, с. Стратиевка Ольгопольского уезда Подольской губернии — 7.11.1969, Москва)

## Награды
- Орден Святой Анны 3-й ст. (1896)

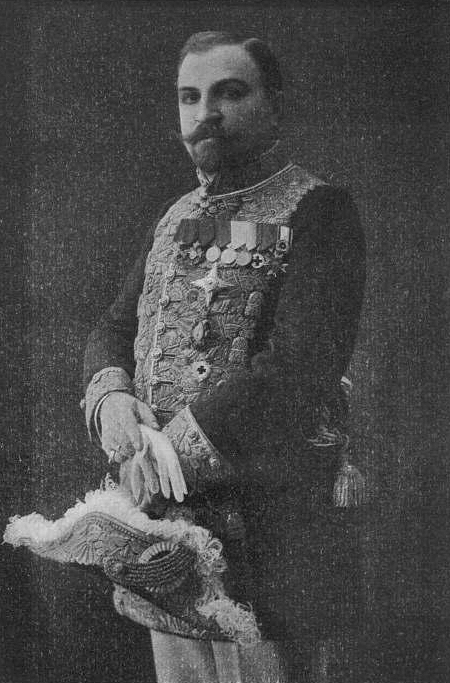
В придворном мундире

- Орден Святого Станислава 2-й ст. (1901)
- Орден Святого Владимира 4-й ст. (1904)
- Орден Святого Владимира 3-й ст. (1913)
- Высочайшая благодарность (1914)
- Высочайшая благодарность (1915)
- медаль «В память царствования императора Александра III»
- медаль «В память коронации Императора Николая II»
- медаль «В память 300-летия царствования дома Романовых» (1913)
- Знак отличия «за труды по землеустройству»

иностранные:
- болгарский Орден «За заслуги» 3-го класса;
- китайский Орден Двойного Дракона 3-го класса 1-й степени;
- японский Орден Священного Сокровища 4-й степени.